# 落語娘
「落語娘」（らくごむすめ）は、永田俊也の小説。2005年に講談社より刊行された永田俊也のデビュー単行本『落語娘』収録作。女性落語家を主人公とした作品。
および、それを原作として日本で2008年8月に公開された映画作品。

## あらすじ
叔父の影響で12歳の時に落語に目覚めた香須美は、プロの落語家を目指しひたすら落語に励んでいた。大学の落研で学生コンクールを総なめにして、古典の名手・三松屋柿紅の門を叩いたが、入門を断られてしまう。そんな香須美は、三々亭平佐に拾われて、なんとか前座になるのであった。しかし、平左は業界でも札付きの問題児で、一度も稽古をつけてくれないばかりか、不祥事を起こしたり、遊びでこさえた借金を押し付けてくる始末。ついに寄席にも出入り禁止状態に…。そんな時、香須美は落研の後輩でスポーツ紙の記者をしている清水から、平左が「緋扇長屋」に挑むという話を聞く。実はこの噺は、関わった噺家が次々と怪死を遂げたために封印された、曰くつき呪われた落語だった。

## 書誌情報
- 落語娘（2005年12月12日、講談社、ISBN 978-4-06-213220-6、「ええから加減」を併録）
- 落語娘（2008年6月13日、講談社文庫、ISBN 978-4-06-276004-1、「ええから加減」を併録）

## 映画
中原俊監督、ミムラ主演により映画化され、日活配給により2008年8月23日に公開された。

### キャスト
- 三々亭香須美 - ミムラ
- 三松家柿江 - 益岡徹
- 古閑由香里 - 伊藤かずえ
- 清水和也 - 森本亮治
- 藤崎秀行 - 利重剛
- 桔梗家金雀 - ベンガル
- 上下家楽吉 - 大河内浩
- 紺々亭喜多楼 - 勝矢
- 椿家庵どん - 花ヶ前浩一
- 蓮花亭笑佑 - 久保晶
- 神崎 - 安藤彰則
- 三松家順平太 - 若松力
- 飄家志んじ - 高橋俊次
- 少女・香須美 - 藤本七海
- 芝川春太郎 - 金田龍之介（特別出演）[2]
- 竹花亭幸助 - 笑福亭純瓶
- 清司 - 佐藤大介
- お加世 - 河村春花
- 捨五郎 - 武田秀臣
- 花魁 - 園英子
- 宮下ディレクター - 尾関伸嗣
- 小梅婆さん - 中村まり子
- 40年前の登志子 - 井上紀子
- 安藤厚生労働大臣 - 峰岸徹
- 評論家風の男 - なぎら健壱
- 謎の男 - 春風亭昇太（特別出演）
- 石田登志子 - 絵沢萠子
- 三々亭平佐 - 津川雅彦

### スタッフ
- 監督：中原俊
- 原作：永田俊也「落語娘」（講談社刊）
- 脚本：江良至
- 落語監修・指導：柳家喬太郎[3]、隅田川馬石、柳家喬之助
- 撮影：田中一成（J.S.C.）
- 編集：矢船陽介
- 音楽：遠藤浩二
- 主題歌：JiLL-Decoy association「一途な星」（PONY CANYON）
- 「落語娘」製作委員会：ポニーキャニオン、日活、衛星劇場、テレビ東京、ポニーキャニオンエンタープライズ
- 制作：エクセレントフィルム
- 配給・宣伝：日活株式会社
- 特別協力：落語協会、落語芸術協会、上方落語協会
- 宣伝協力：リベロ

### 関連商品
DVD
- 落語娘（2009年3月4日、ポニーキャニオン、PCBE-73219）